# Tim Ariesen
Tim Ariesen (20 de març de 1994) és un ciclista neerlandès que competeix professionalment des del 2014. Actualment corre per l'equip Roompot-Nederlandse Loterij.

## Palmarès
- 2015
  - 1r a la Carpathia Couriers Path
  - 1r al Gran Premi dels Marbrers